# Naz & Maalik
Naz & Maalik è un film del 2015 diretto da Jay Dockendorf.

## Trama
Una giornata nella vita di due adolescenti afro-americani, musulmani e gay che vivono a Brooklyn. Vivono in segreto la loro relazione mentre per chi li conosce sono due grandi amici. Racimolano qualche soldo vendendo biglietti della lotteria, cartoline religiose e altri oggetti. 
Passeggiando attraverso il parco chiacchierano e si pongono domande filosofiche sulla vita. Ma ci sono però due complicazioni: devono nascondere che vanno a letto insieme, soprattutto dopo lo strano incontro con un’agente dell’FBI donna sotto copertura che ha il compito di sorvegliarli. Nel pomeriggio nascono alcuni problemi. Il tentativo di nascondere alla donna il sentimento che li unisce diventa sempre più difficile. 
Ognuno dei due dice cose incoerenti riguardo alla notte che hanno trascorso insieme e sembra che tutto stia per crollare intorno a loro. A pagarne il prezzo di tutto ciò è il loro legame in cui penetra la gelosia ma soprattutto la paura di essere scoperti dalle loro famiglie o dalle forze dell’ordine.

## Produzione

### Sviluppo
Jay Dockendorf è stato ispirato nella sceneggiatura di Naz & Maalik dopo aver stretto amicizia con un uomo musulmano con cui condivideva l'abitazione e sulla parte della sua vita relativa al nascondere la sua sessualità dalla sua famiglia. Nello stesso momento in cui Dockendorf ha iniziato a delineare la sceneggiatura, il programma dell'FBI di spionaggio segreto sulle moschee a Brooklyn stava venendo alla luce, spingendo Dockendorf a includere il tema della sorveglianza nella storia.
Una volta che i due protagonisti furono scelti, i personaggi continuarono ad evolversi, con Dockendorf, Johnson e Cook che trascorrevano intere giornate, il tutto per tre settimane, camminando insieme attraverso la città, discutendo le vite interiori dei personaggi.
Dopo aver raccolto 37.000 dollari americani su Kickstarter nel 2013 fu girato per la maggior parte durante l'estate.

### Riprese
Le riprese principali del film sono durate 30 giorni (a partire dal 21 agosto 2013) e si sono svolte in vari quartieri attorno a Brooklyn, tra cui Fort Greene, Bedford-Stuyvesant, Clinton Hill e Crown Heights.
Molte delle performance nel film sono state improvvisate.

## Distribuzione
Naz & Maalik ha avuto la sua prima visione mondiale il 14 marzo 2015 al South del Southwest Film Festival di Austin, in Texas.
I diritti del film sono stati acquistati da Wolfe Video poco dopo la sua anteprima a South del Southwest Film Festival. Il film è stato distribuito nelle sale, a New York, il 22 gennaio 2016 e fu reso disponibile in video on demand, il 26 gennaio 2016.
Il film è stato proiettato in oltre 40 festival in tutto il mondo.

## Accoglienza

### Incassi
Il film ha incassato quasi 30.000 dollari americani dalla vendita dei DVD.

### Critica
Sull'aggregatore di recensioni Rotten Tomatoes il film ha il 79% di critiche positive con un voto medio di 7.3/10. Su Metacritic il film ha un voto di 65 /100 su un totale di 7 critici.
Le reazioni critiche al film sono state ampiamente positive, elogiando il progetto per la sua buona recitazione, la sua regia snella e vivace e la sua vivace cinematica ispirata alla vita cittadina. FilmIndependent ha incluso Naz & Maalik nella sua lista "Do not Miss Indies" da vedere a gennaio, definendolo "uno dei film LGBT più acclamati e premiati dell'anno".
Scrivendo per TwitchFilm, dopo la première del film, Jeremy Harris ha elogiato la "deliziosa chimica cinematica" del film e l'energia e l'esuberanza dell'opera. L'Hollywood Reporter ha elogiato il film dopo averlo visto su OutFest, notando la sua giovanile vitalità e il fascino delle sue performance improvvisate. Austin Chronicle ha elogiato il film per le sfumature e la complessità dei suoi personaggi, sottolineando che "le storie originali sui personaggi sottorappresentati sono difficili da trovare in questi giorni, e Naz & Maalik riesce è un potente trattato su cosa vuol dire essere giovani e privati dei diritti civili a New York.
Scrivendo per Indiewire Katie Walsh ha dato al film una B +, lodando la regia di Dockendorf e in particolare le performance del film: "Oltre alla capacità narrativa di Dockendorf molte lodi devono essere rivolte ai nuovi arrivati. Cook e Johnson come coppia si sentono a proprio agio sullo schermo, e vacillano tra romanticismo, migliori gemme e litigi d'amore: codificano il passaggio tra musulmani devoti, adolescenti urbani e giovani gay, misurando costantemente come presentare le loro identità al mondo e l'uno all'altro. Johnson, in particolare, è una presenza soul, con la sua lotta e la sua rabbia che ribollono costantemente sotto la superficie. Una rappresentazione cinematografica rinfrescante e rilevante, "Naz & Maalik" è un debutto impressionante per registi e attori."

## Riconoscimenti
- Candidatura ai GLAAD Media Awards 2017 nella categoria miglior film della piccola distribuzione.
- Premio della giuria all’OutFest di Los Angeles.
- Vincitore nella categoria miglior film a tematica al Nashville Film Festival.
- Vincitore nella categoria miglior esordio al Tribeca Film Institute.